# Hard Candy (album)
Hard Candy – jedenasty album studyjny Madonny, którego światowa premiera odbyła się 28 kwietnia 2008 roku. Jest to ostatni studyjny album piosenkarki wydany przez wytwórnię Warner Bros. Records. Pierwszym singlem zwiastującym wydawnictwo został utwór „4 Minutes” nagrany wspólnie z Justinem Timberlake i Timbalandem. Na drugim singlu, którego premiera nastąpiła w czerwcu, ukazała się kompozycja „Give It 2 Me”. Trzecim i zarazem ostatnim singlem promującym płytę został utwór „Miles Away”. Do piosenki nakręcono teledysk, którego nie wydano. Kompozycja była grana jedynie przez stacje radiowe.
Album zadebiutował na 1. miejscu albumowych list sprzedaży w 27 krajach. W Stanach Zjednoczonych płyta zadebiutowała na szczycie zestawienia Billboardu ze sprzedażą 280,000 egzemplarzy stając się siódmym albumowym numerem 1 Madonny w tym kraju. W Wielkiej Brytanii płyta jest dziesiątym albumem Madonny, który dotarł na szczyt tamtejszego zestawienia najlepiej sprzedających się płyt. Madonnie po raz czwarty z rzędu udało się okupować w tym samym czasie szczyt zarówno brytyjskiej listy albumowej, jak i singlowej (z utworem „4 Minutes”). Do tej pory nie udało się to żadnej innej artystce. W Japonii Hard Candy jest pierwszym od 18 lat albumem Madonny, któremu udało się dotrzeć na szczyt tamtejszej krajowej listy dwustu najlepszych albumów.
Płyta była początkowo promowana promocyjną trasą koncertową pod tytułem Hard Candy Promo Tour, a później światową trasą koncertową Sticky & Sweet Tour.
Producentem wykonawczym całego albumu jest Madonna.

## Lista utworów
| #   | Tytuł | Czas |
| --- | --- | ---- |
| 1.  | "Candy Shop" Autor: Pharrell Williams, Madonna Ciccone Producent: The Neptunes, Madonna                                                                               | 4:16 |
| 2.  | "4 Minutes" featuring Justin Timberlake and Timbaland Autor: Madonna Ciccone, Timothy Mosley, Justin Timberlake, Danja Producent: Timbaland, Justin Timberlake, Danja | 4:05 |
| 3.  | "Give It 2 Me" Autor: Pharrell Williams, Madonna Ciccone Producent: The Neptunes, Madonna                                                                             | 4:48 |
| 4.  | "Heartbeat" Autor: Pharrell Williams, Madonna Ciccone Producent: The Neptunes, Madonna                                                                                | 4:03 |
| 5.  | "Miles Away" Autor: Madonna Ciccone, Timothy Mosley, Justin Timberlake, Nathanial Hills Producent: Timbaland, Justin Timberlake, Danja                                | 4:49 |
| 6.  | "She's not Me" Autor: Pharrell Williams, Madonna Ciccone Producent: The Neptunes, Madonna                                                                             | 6:05 |
| 7.  | "Incredible" Autor: Pharrell Williams, Madonna Ciccone Producent: The Neptunes, Madonna                                                                               | 6:20 |
| 8.  | "Beat Goes On" featuring Kanye West Autor: Pharrell Williams, Madonna Ciccone, Kanye West Producent: The Neptunes, Madonna                                            | 4:27 |
| 9.  | "Dance 2night" Autor: Madonna Ciccone, Timothy Mosley, Justin Timberlake, Hannon Lane Producent: Timbaland, Justin Timberlake, Hannon Lane, Demacio "Demo" Castellon  | 5:03 |
| 10. | "Spanish Lesson" Autor: Pharrell Williams, Madonna Ciccone Producent: The Neptunes, Madonna                                                                           | 3:38 |
| 11. | "Devil Wouldn't Recognize You" Autor: Madonna Ciccone, Timothy Mosley, Justin Timberlake, Danja, Joe Henry Producent: Timbaland, Justin Timberlake, Danja             | 5:09 |
| 12. | "Voices" Autor: Madonna Ciccone, Timothy Mosley, Justin Timberlake, Nathanial Hills, Hannon Lane Producent: Timbaland, Justin Timberlake, Danja, Hannon Lane          | 3:39 |

### Utwory bonusowe
|     | japońska płyta kompaktowa oraz download z iTunes |       |
| #   | Tytuł | Czas  |
| --- | --- | ----- |
| 13. | "Ring My Bell" Autor: Pharrell Williams, Madonna Ciccone Producent: The Neptunes, Madonna | 4:49  |
|     | limitowana edycja płyty kompaktowej |       |
| #   | Tytuł | Czas  |
| 13. | "4 Minutes (Tracy Young House Mix Edit)" featuring Justin Timberlake and Timbaland Autor: Madonna Ciccone, Timothy Mosley, Justin Timberlake, Danja Producent: Timbaland, Justin Timberlake, Danja Producent remiksu: Tracy Young               | 3:33  |
| 14. | "4 Minutes (Rebirth Remix Edit)" featuring Justin Timberlake and Timbaland Autor: Madonna Ciccone, Timothy Mosley, Justin Timberlake, Danja Producent: Timbaland, Justin Timberlake, Danja Producent remiksu: Vincent di Pasquale, Larry Grante | 3:42  |
|     | limitowana edycja płyty gramofonowej |       |
| #   | Tytuł | Czas  |
| 13. | "4 Minutes (Tracy Mixshow)" featuring Justin Timberlake and Timbaland Autor: Madonna Ciccone, Timothy Mosley, Justin Timberlake, Danja Producent: Timbaland, Justin Timberlake, Danja Producent remiksu: Tracy Young                            | 6:19  |
| 14. | "4 Minutes (Peter Saves New York)" featuring Justin Timberlake and Timbaland Autor: Madonna Ciccone, Timothy Mosley, Justin Timberlake, Danja Producent: Timbaland, Justin Timberlake, Danja Producent remiksu: Peter Rauhofer                  | 10:52 |
|     | download z iTunes |       |
| #   | Tytuł | Czas  |
| #.  | "4 Minutes (Peter Saves New York Edit)" featuring Justin Timberlake and Timbaland Autor: Madonna Ciccone, Timothy Mosley, Justin Timberlake, Danja Producent: Timbaland, Justin Timberlake, Danja Producent remiksu: Peter Rauhofer             | 5:00  |
| #.  | "4 Minutes (Bob Sinclar Space Funk Edit)" featuring Justin Timberlake and Timbaland Autor: Madonna Ciccone, Timothy Mosley, Justin Timberlake, Danja Producent: Timbaland, Justin Timberlake, Danja Producent remiksu: Bob Sinclar              | 3:23  |
| #.  | "4 Minutes (Junkie XL Remix Edit)" featuring Justin Timberlake and Timbaland Autor: Madonna Ciccone, Timothy Mosley, Justin Timberlake, Danja Producent: Timbaland, Justin Timberlake, Danja Producent remiksu: Junkie XL                       | 4:38  |
| #.  | "Give It 2 Me (Paul Oakenfold Edit)" Autor: Pharrell Williams, Madonna Ciccone Producent: The Neptunes, Madonna Producent remiksu: Paul Oakenfold                                                                                               | 4:59  |

## Certyfikaty i sprzedaż
| Kraj              | Certyfikat          | Sprzedaż  | Najwyższa pozycja |
| ----------------- | ------------------- | --------- | ----------------- |
| Argentyna         | platynowa płyta     | 60 000    | 1                 |
| Australia         | platynowa płyta     | 70 000    | 1                 |
| Austria           | platynowa płyta     | 20 000    | 1                 |
| Belgia            | platynowa płyta     | 50 000    | 2 (5 tygodni)     |
| Brazylia          | złota płyta         | 64 000    | 4 (2 tygodnie)    |
| Czechy            | platynowa płyta     | 10 000    | 1 (4 tygodnie)    |
| Dania             | platynowa płyta     | 30 000    | 1 (4 tygodnie)    |
| Europa            | platynowa płyta     | 1 700 000 | 1 (4 tygodnie)    |
| Finlandia         | złota płyta         | 22 000    | 1 (2 tygodnie)    |
| Francja           | platynowa płyta     | 230 000   | 1 (3 tygodnie)    |
| Grecja            | platynowa płyta     | 20 000    | 1 (2 tygodnie)    |
| Hiszpania         | złota płyta         | 44 000    | 1                 |
| Holandia          | platynowa płyta     | 90 000    | 1 (2 tygodnie)    |
| Irlandia          | platynowa płyta     | 15 000    | 1                 |
| Japonia           | platynowa płyta     | 252 510   | 1 (2 tygodnie)    |
| Kanada            | platynowa płyta     | 170 000   | 1 (2 tygodnie)    |
| Meksyk            | platynowa płyta     | 100 000   | 3                 |
| Niemcy            | platynowa płyta     | 243,000+  | 1 (2 tygodnie)    |
| Norwegia          | —                   |           | 2                 |
| Nowa Zelandia     | —                   |           | 5                 |
| Polska            | platynowa płyta     | 20 000    | 1                 |
| Portugalia        | platynowa płyta     | 10 000    | 1                 |
| Słowacja          | —                   |           | 1                 |
| Stany Zjednoczone | złota płyta         | 720 000   | 1                 |
| Szwajcaria        | platynowa płyta     | 30 000    | 1 (2 tygodnie)    |
| Szwecja           | złota płyta         | 20 000    | 1                 |
| Węgry             | —                   |           | 2 (3 tygodnie)    |
| Wielka Brytania   | platynowa płyta     | 340 000   | 1                 |
| Włochy            | 3 x platynowa płyta | 245 000   | 1 (3 tygodnie)    |

## Single
| #  | Tytuł        | Data wydania     | [ 14 ] | Unia Europejska | [ 15 ] | Polska |
| -- | ------------ | ---------------- | ------ | --------------- | ------ | ------ |
| 1. | 4 Minutes    | marzec 2008      | # 3(2) | # 1(7)          | # 1(4) | # 1    |
| 2. | Give It 2 Me | lipiec 2008      | # 57   | # 2             | # 7    | # 1    |
| 3. | Miles Away   | październik 2008 | # —    | # 23            | # 39   | # ?    |